# Georg Curtius
Georg Curtius (n. 16 aprilie 1820 - d. 12 august 1885) a fost un filolog german, specialist în limbile clasice.
A introdus metoda comparativ-istorică în domeniul filologiei clasice, anticipând multe dintre principiile neogramaticilor.
S-a pronunțat însă împotriva schematismului acestora, criticând în special aplicarea abuzivă a analogiei și limitarea cercetărilor la legile fonetice, considerate fără excepții.
A fost profesor la Praga, Kiel și Leipzig.

## Scrieri
- 1845: Lingvistica comparată în raporturile ei cu filologia clasică (Die Sprachvergleichung in ihrem Verhaltniss zur classischen Philologie)
- 1858 - 1862: Trăsături generale ale etimologiei grecești (Grundzüge der griechischen Etymologie)
- 1873 - 1876: Verbul în limba greacă (Das Verbum der griechischen Sprache) (2 volume)
- 1885: Critică a lingvisticii noi.
- 1868 - 1877: Studii de gramatică greacă și latină (10 volume).